# Nilski krokodil
Nilski krokodil ((znanstveno ime Crocodylus niloticus) je velik krokodil, ki izvira iz sladkovodnih habitatov v Afriki, kjer je prisoten v 26 državah. Široko je razširjen po podsaharski Afriki, večinoma se pojavlja v osrednjih, vzhodnih in južnih regijah celine ter živi v različnih vrstah vodnih okolij, kot so jezera, reke in močvirja. Niloticus, ki je prisoten v zahodni Afriki, tam sobiva z dvema drugima krokodiloma. Čeprav je sposoben živeti v slanih okoljih, je ta vrsta redko najdena v slani vodi, občasno pa naseljuje delte in brakična jezera. Obseg te vrste se je nekoč raztezal proti severu po Nilu, vse do delte Nila. Odrasel samec nilskega krokodila je v povprečju dolg med 2,94 in 4,4 m in tehta od 225 do 414,5 kg, vključno s kamni v želodcu. Vendar so bili zabeleženi primerki, ki presegajo 6,1 m in so tehtali do 1089 kg. Je največji sladkovodni plenilec v Afriki in se lahko šteje za drugega največjega obstoječega plazilca na svetu, za morskovodnim krokodilom (Crocodylus porosus). Prevladuje spolni dimorfizem, samice pa so običajno približno 30 % manjše od samcev. Imajo debelo, luskasto, močno oklepano kožo.
Nilski krokodili so oportunistični plenilci na vrhu; zelo agresivna vrsta krokodila, sposobni so ujeti skoraj vsako žival v svojem dosegu. So generalisti, ki jemljejo raznovrsten plen. Njihova prehrana je sestavljena večinoma iz različnih vrst rib, plazilcev, ptic in sesalcev. So plenilci iz zasede, ki lahko čakajo ure, dneve in celo tedne na primeren trenutek za napad. So okretni plenilci in čakajo na priložnost, da se plen približa dosegu napada. Tudi hiter plen ni imun na napad. Tako kot drugi krokodili imajo tudi nilski krokodili izjemno močan ugriz, ki je edinstven med vsemi živalmi, in ostre stožčaste zobe, ki se pogreznejo v meso, kar omogoča oprijem, ki ga je skoraj nemogoče popustiti. Dolgo časa lahko uporabljajo visoko stopnjo sile, kar je velika prednost pri zadrževanju velikega plena pod vodo, da se utopi.
Nilski krokodili so razmeroma družabni krokodili.[9] Imajo skupna mesta za kopanje in velike vire hrane, kot so jate rib in velika mrhovina. Njihova stroga hierarhija je določena z velikostjo. Veliki, stari samci so na vrhu te hierarhije in imajo primarni dostop do hrane in najboljših mest za kopanje. Krokodili po navadi spoštujejo ta red; ko je kršen, so rezultati pogosto nasilni in včasih usodni. Tako kot večina drugih plazilcev tudi nilski krokodili odlagajo jajca; te varujejo samice. Tudi mladiči so za določen čas zaščiteni, vendar lovijo sami in jih starši ne hranijo. Nilski krokodil je ena najnevarnejših vrst krokodilov in je vsako leto odgovoren za stotine človeških smrti. Je precej pogosta vrsta krokodila in kljub nekaterim regionalnim upadom ali izumrtjem ni ogrožena.

## Etimologija
Binomsko ime Crocodylus niloticus izhaja iz grškega κρόκη, kroke (»kamenček«), δρῖλος, drilos (»črv«), kar se nanaša na njegovo grobo kožo; in niloticus, kar pomeni "iz reke Nil". Nilski krokodil se v hebrejščini imenuje tanin ha-yeor , timsah al-nil v arabščini, mamba v svahiliju, garwe v šona, ngwenya v ndebele, ngwena v venda in kwena v sotho in tswana. Včasih ga imenujejo tudi afriški krokodil, etiopski krokodil, navadni krokodil ali črni krokodil.

## Taksonomija
Čeprav trenutno nobena podvrsta ni uradno priznana, je bilo predlaganih kar sedem, večinoma zaradi razlik v videzu in velikosti, opaženih pri različnih populacijah po Afriki. Te so sestavljale: C. n. africanus (neuradno imenovan vzhodnoafriški nilski krokodil), C. n. chamses (zahodnoafriški nilski krokodil), C. n. cowiei (južnoafriški nilski krokodil), C. n. madagascariensis (malagaški ali Madagaskar nilski krokodil, regionalno znan tudi kot croco Mada, kar v prevodu pomeni malgaški krokodil), C. n. niloticus (etiopski nilski krokodil, to bi bila nominirana podvrsta), C. n. pauciscutatus (kenijski nilski krokodil) in C. (n.) Suchus (ki ga krokodilski biologi zdaj pogosto dojemajo kot ločeno vrsto). Pri študiji morfologije različnih populacij, vključno s C. (n.) Suchus, je bilo ugotovljeno, da je videz nilskega krokodila sensu lato bolj variabilen kot katera koli druga trenutno priznana vrsta krokodila, in vsaj nekatere od teh variacij so bile povezane z lokacijo.
Študija o  Turkanskem jezeru v Keniji (neuradno bi ta populacija bila umeščena v C. n. pauciscutatus) je pokazala, da imajo lokalni krokodili na ventralni površini več osteodermov kot druge znane populacije, zato imajo manjšo vrednost pri trgovanju z usnjem, kar predstavlja izjemno veliko (morda prenaseljeno) lokalno populacijo tam v poznem 20. stoletju. Ločitev zahodnoafriškega krokodila (C. suchus) od nilskega krokodila je bila podprta z morfološkimi značilnostmi, študijami genetskih materialov  in habitatnimi preferencami.  IUCN ne priznava ločitve obeh, saj so bile njihove zadnje ocene skupine v letih 2008 in 2009  letih pred primarnimi publikacijami, ki podpirajo posebnost zahodnoafriških krokodilov.

## Značilnosti in fiziologija
Odrasli nilski krokodili imajo zgoraj temno bronasto barvo, z zbledelimi črnkastimi lisami in črtami, ki se spreminjajo po hrbtu, in umazano sivo rumeno na trebuhu, čeprav blato lahko pogosto zakrije krokodilovo dejansko barvo. Na bokih, ki so rumenkasto zelene barve, so temne lise, razporejene v poševne črte v zelo spremenljivih vzorcih. Pojavijo se nekatere razlike glede na okolje; osebki iz hitro tekočih voda so po navadi svetlejše barve kot tisti, ki živijo v temnejših jezerih ali močvirjih, kar zagotavlja kamuflažo, ki ustreza njihovemu okolju, kar je primer klinične variacije. Nilski krokodili imajo zelene oči. Barva pomaga tudi pri kamufliranju; mladiči so sivi, večbarvni ali rjavi, s temnimi prečnimi pasovi na repu in telesu. Spodnji del mladih krokodilov je rumenkasto zelen. Ko zori, nilski krokodili postanejo temnejši in prečni pasovi zbledijo, zlasti tisti na zgornjem delu telesa. Podobno tendenco spreminjanja obarvanosti med zorenjem so opazili pri večini vrst krokodilov.
Večina morfoloških lastnosti nilskih krokodilov je značilna za krokodile kot celoto. Kot vsi krokodili je na primer tudi nilski krokodil štirinožen s štirimi kratkimi nogami, dolgim, močnim repom, luskasto kožo z vrstami okostenelih ščitov, ki tečejo po hrbtu in repu, ter močnimi, podolgovatimi čeljustmi. Njihova koža ima številne slabo razumljene pokrivne čutne organe, ki se lahko odzovejo na spremembe vodnega tlaka, kar jim verjetno omogoča sledenje gibanju plena v vodi. Nilski krokodil ima na trebuhu manj osteodermov, ki so veliko bolj opazni pri nekaterih skromnejših krokodilih. Vrsta pa ima tudi majhne, ovalne osteoderme na straneh telesa, pa tudi na grlu. Nilski krokodil si z vsemi krokodili deli dražilno membrano za zaščito oči in solzne žleze za čiščenje oči s solzami. Nosnice, oči in ušesa so na vrhu glave, tako da lahko preostali del telesa ostane skrit pod vodo. Imajo štiriprekatno srce, čeprav je zaradi podolgovate srčne pregrade spremenjeno zaradi svoje ektotermne narave, fiziološko podobnega srcu ptice, ki je še posebej učinkovito pri oksigenaciji njihove krvi. Kot pri vseh krokodilih imajo tudi nilski krokodili izjemno visoko raven mlečne kisline v krvi, kar jim omogoča, da negibno ležijo v vodi do 2 uri. Tako visoke ravni mlečne kisline, kot so v krokodilu, bi ubile večino vretenčarjev. Vendar pa lahko napor krokodilov povzroči smrt zaradi povečanja mlečne kisline do smrtonosne ravni, kar posledično vodi do odpovedi notranjih organov živali. To je redko zabeleženo pri divjih krokodilih, običajno pa so ga opazili v primerih, ko so ljudje napačno ravnali s krokodili in jih prenesli skozi predolga obdobja fizičnega boja in stresa

### Morfologija lobanje in glave
Gobec nilskih krokodilov je napolnjen s 64 do 68 ostro koničastimi zobmi v obliki stožca (približno ducat manj kot aligatorji). Večino življenja krokodila je mogoče zamenjati zlomljene zobe. Na vsaki strani ust je pet zob na sprednji strani zgornje čeljusti (premaxilla), 13 ali 14 v preostalem delu zgornje čeljusti (maxilla) in 14 ali 15 na obeh straneh spodnje čeljusti (mandible). Povečan četrti spodnji zob se prilega v zarezo na zgornji čeljusti in je viden, ko so čeljusti zaprte, kot velja za vse prave krokodile. Mladiči hitro izgubijo utrjen kos kože na vrhu ust, imenovan jajčni zob, s katerim se ob izvalitvi prebijejo skozi jajčne lupine. Med krokodili ima nilski krokodil razmeroma dolg gobec, ki je približno 1,6 do 2,0-krat daljši kot širši na ravni sprednjih vogalov oči. Tako kot morskovodni krokodil se tudi nilski krokodil šteje za vrsto s srednje širokim gobcem glede na druge obstoječe vrste krokodilov.
Pri iskanju največjih lobanj krokodilov v muzejih je bilo najdenih več največjih preverljivih lobanj nilskih krokodilov v Arba Minchu v Etiopiji, ki izvirajo iz bližnjega jezera Chamo, kar je očitno vključevalo več primerkov z dolžino lobanje več kot 65 cm, pri čemer je največja dolga 68,6 cm z dolžino mandibule 87 cm. Nilski krokodili z lobanjami te velikosti bodo verjetno merili v razponu od 5,4 do 5,6 m, kar je tudi dolžina živali glede na muzej, kjer so jih našli. Vendar pa lahko obstajajo večje lobanje, saj se je ta študija v veliki meri osredotočila na krokodile iz Azije. Ugotovljeno je bilo, da je ločena glava izjemno velikega nilskega krokodila (ubitega leta 1968 in dolžine 5,87 m tehtala 166 kg, vključno z velikimi kitami, ki se uporabljajo za zapiranje čeljusti.

#### Ugrizna sila
Brady Barr je pokazal, da moč ugriza odraslega nilskega krokodila meri 22 kN. Vendar pa so mišice, ki so odgovorne za odpiranje ust, izjemno šibke, kar omogoča človeku, da jih zlahka drži zaprte, in celo večje krokodile je mogoče spraviti pod nadzor z uporabo lepilnega traku, da se čeljusti povežejo skupaj. Sodobni krokodili z najširšim rilcem so aligatorji in večji kajmani. Ugotovljeno je bilo, da ima na primer 3,9 m črni kajman (Melanosuchus niger) opazno širšo in težjo lobanjo od lobanje nilskega krokodila, ki meri 4,8 m. Kljub robustnim lobanjam se zdi, da so aligatorji in kajmani po moči ugriza sorazmerno enaki pravim krokodilom, saj so mišične kite, ki se uporabljajo za zapiranje čeljusti, podobne velikosti. Le gavial (Gavialis gangeticus) (in morda nekateri od redkih krokodilov z zelo tankim gobcem) ima verjetno zaradi izjemno ozkega, krhkega gobca občutno zmanjšano moč ugriza v primerjavi z drugimi živimi vrstami. Bolj ali manj se velikost kit, ki se uporabljajo za silo ugriza, povečuje z velikostjo telesa in večji ko postane krokodil, močnejši bo njegov ugriz. Zato je bilo ugotovljeno, da ima samec slanovodnega krokodila, ki je dosegel dolžino okoli 4,59 m, najmočnejšo silo ugriza, kar so jih kdaj testirali v laboratoriju za katero koli vrsto živali.

### Velikost
Nilski krokodil je največji krokodil v Afriki in na splošno velja za drugega največjega krokodila po morskem krokodilu. Poročali so, da je tipična velikost kar 4,5 do 5,5 m, vendar je to pretirano za dejansko povprečno velikost v večini študij in predstavlja zgornjo mejo velikosti, ki jo dosežejo največje živali v večina populacij. Po Guinnessovi knjigi rekordov je tipična odrasla velikost med 3,4 in 3,7 m, medtem ko Alexander in Marais (2007) navajata, da je 2,8 do 3,5 m ter Garrick in Lang (1977) trdita od 3,0 do 4,5 m. Po Cottu (1961) je bila povprečna dolžina in teža nilskih krokodilov iz Ugande in Zambije v gnezditveni zrelosti 3,16 m in 137,5 kg. Per Graham (1968), povprečna dolžina in teža velikega vzorca odraslih krokodilov iz Turkanskega jezera (prej znanega kot Rudolfovo jezero), Kenija je bila 3,66 m in telesna masa 201,6 kg. Podobno naj bi bili odrasli krokodili iz Krugerjevega narodnega parka v povprečju dolgi 3,65 m. Za primerjavo, slanovodni krokodil in gavial naj bi bila v povprečju dolga približno 4 m, tako da sta v povprečju približno 30 cm daljša, gavial (Tomistoma schlegelii) pa lahko v povprečju doseže približno 3,75 m, zato je lahko tudi nekoliko daljši. Vendar je nilski krokodil v primerjavi z ozkim, poenostavljenim gavialom precej močnejši in se po skupni povprečni telesni masi med živimi krokodili uvršča na drugo mesto za morskovodnim krokodilom in velja za drugega največjega obstoječega plazilca. Največji natančno izmerjen samec, ustreljen blizu Mwanze v Tanzaniji, je meril 6,45 m in je tehtal približno 1043–1089 kg.

#### Velikost in spolna dvoličnost
Kot vsi krokodili so spolno dvolični, pri čemer so samci do 30 % večji od samic, čeprav je razlika bistveno manjša v primerjavi z nekaterimi vrstami, kot je morskovodni krokodil. Samci nilskega krokodila so v povprečju daljši od 30 do 50 cm ob spolni zrelosti in zrastejo bolj kot samice, potem ko postanejo spolno zrele, zlasti se razširijo, ko presežejo dolžino 4 m. Zelo stari, zreli lahko zrastejo do 5,5 m ali več v dolžino (vsi primerki, višji od 5,5 m od leta 1900 dalje, so katalogizirani pozneje). Zrele samice nilskih krokodilov običajno merijo od 2,2 do 3,8 m, pri katerih dolžinah bi povprečna samica tehtala od 40 do 250 kg.
Obstajajo dokazi, da so nilski krokodili iz hladnejšega podnebja, kot je južni del Afrike, manjši in lahko dosežejo največjo dolžino le 4 m. Manjša populacija iz Malija, puščave Sahare in drugod v zahodni Afriki doseže le 2 do 3 m v dolžino, vendar je zdaj večinoma priznana kot ločena vrsta, Zahodnoafriški krokodil.

## Razširjenost in habitat
Nilski krokodil je trenutno najpogostejši krokodil v Afriki in je razširjen po večjem delu celine. Med krokodili danes se na širšem geografskem območju pojavlja le še slanovodni krokodil,[58] čeprav se zdi, da so druge vrste, zlasti očalasti kajman (Caiman crocodilus) (zaradi majhne velikosti in izjemne prilagodljivosti habitata ter prilagodljivosti v prehrani), dejansko bolj zastopan.[59] Zgodovinski obseg te vrste pa je bil še širši. Našli so jih vse do sredozemske obale v delti Nila in čez Rdeče morje v Izraelu, Palestini in Siriji. Nilski krokodil je bil v preteklosti zabeležen na območjih, kjer so zdaj regionalno izumrli. erodot je na primer zabeležil vrsto, ki je naseljevala jezero Moeris v Egiptu. Domneva se, da so izumrli na Sejšelih v začetku 19. stoletja (1810–1820). Danes nilske krokodile med drugim pogosto najdemo v Somaliji, Etiopiji, Ugandi, Keniji, Egiptu, Srednjeafriški republiki, Demokratični republiki Kongo, Ekvatorialni Gvineji, Tanzaniji, Ruandi, Burundiju, Zambiji, Zimbabveju, Gabonu, Angoli, Južni Afriki, Malaviju, Mozambiku, Namibiji, Sudanu, Južnem Sudanu, Bocvani in Kamerunu. Trenutni obseg distribucije nilskega krokodila sega od regionalnih pritokov Nila v Sudanu in Naserjevega jezera v Egiptu do Cunene v Angoli, delte Okavanga v Bocvani in reke Olifants v Južni Afriki.
Izolirane populacije obstajajo tudi na Madagaskarju, ki je verjetno koloniziral otok po izumrtju Voayja. Na Madagaskarju se krokodili pojavljajo v zahodnih in južnih delih od Sambirana do Tôlanaro. V sodobnem času so jih opazili na Zanzibarju in na Komorih, vendar se pojavljajo zelo redko.
Prej je veljalo, da se ta vrsta razširi na celotno Zahodno in Srednjo Afriko, vendar so te populacije zdaj običajno prepoznane kot ločena vrsta, zahodnoafriški (ali puščavski) krokodil. Porazdelitvene meje med temi vrstami so bile slabo razumljene, vendar so po več študijah zdaj bolj znane. Zahodnoafriške krokodile najdemo v večjem delu zahodne in osrednje Afrike, od vzhoda do Južnega Sudana in Ugande, kjer lahko vrsta pride v stik z nilskim krokodilom. Nilski krokodili so odsotni v večini Zahodne in Srednje Afrike, vendar segajo v slednjo regijo v vzhodni in južni Vzhodni Kongo ter vzdolž srednjeafriške obalne atlantske regije (skrajno severno do Kameruna).
Nilski krokodili lahko prenašajo izjemno širok spekter habitatnih tipov, vključno z majhnimi potoki, hitrimi rekami, močvirji, jezovi ter plimskimi jezeri in ustji. V vzhodni Afriki jih najdemo večinoma v rekah, jezerih, močvirjih in jezovih, pri čemer dajejo prednost odprtim, širokim vodnim telesom pred manjšimi. Pogosto jih najdemo v vodah, ki mejijo na različne odprte habitate, kot so savana ali celo polpuščava, lahko pa se prilagodijo tudi na dobro gozdnata močvirja, ekstenzivno gozdnata obrežna območja, vodne poti drugih gozdov in obrobje gozdov. Na Madagaskarju se je preostala populacija nilskih krokodilov prilagodila življenju v jamah. Nilski krokodili lahko občasno uporabijo efemeridne vodne kotanje.  Čeprav ni običajna morska vrsta, kot je ameriški krokodil in zlasti slanovodni krokodil, ima nilski krokodil solne žleze kot vsi pravi krokodili (tj. razen aligatorjev in kajmanov) in občasno vstopi v obalne in celo morske vode. Znano je, da na nekaterih območjih vstopajo v morje, pri čemer je bil en primerek leta 1917 zabeležen 11 km od zaliva St. Lucia.

### Invazivne vrste
Nilski krokodili so invazivna vrsta v Severni Ameriki, nekaj primerkov pa je bilo pred kratkim ujetih na južni Floridi, čeprav niso našli nobenih znakov, da bi se populacija razmnoževala v divjini. Genetske študije nilskih krokodilov, ujetih v divjini na Floridi, so pokazale, da so vsi osebki med seboj tesno povezani, kar kaže na en sam vir uvedbe. Ta vir ostaja nejasen, saj se njihova genetika ne ujema z vzorci, zbranimi od ujetnikov v različnih živalskih vrtovih in tematskih parkih na Floridi. V primerjavi z nilskimi krokodili iz njihove domače Afrike so divji osebki na Floridi najtesneje povezani z južnoafriškimi nilskimi krokodili. Ni znano, koliko nilskih krokodilov je trenutno na prostosti na Floridi. Živali so verjetno pripeljali tja, da bi jih izpustili, ali pa so pobegle.